# Phyllonorycter grewiaecola
Phyllonorycter grewiaecola là một loài bướm đêm thuộc họ Gracillariidae. Nó được tìm thấy ở Namibia, Nam Phi và Zimbabwe.
Ấu trùng ăn Grewia kwebensis và Grewia tristis. Chúng ăn lá nơi chúng làm tổ.